# Hydraena discicollis
Hydraena discicollis är en skalbaggsart som beskrevs av Leon Fairmaire 1898. Hydraena discicollis ingår i släktet Hydraena och familjen vattenbrynsbaggar. Inga underarter finns listade i Catalogue of Life.